# André Hahn
André Hahn (Otterndorf, 1990. augusztus 13. –) német labdarúgó, jelenleg a Hamburger SV középpályása. Tagja a német labdarúgó-válogatottnak.

## Pályafutása
2008-ban csatlakozott Hamburger SV akadémiájához, ahol a Hamburger SV II tartalék csapatában lett profi labdarúgó. Két évvel később aláírt a FC Oberneuland csapatához, ahol a szezon első felében 15 mérkőzésen 8 gólt szerzett és ezt követően 2011 januárjában leigazolta a 3. ligás TuS Koblenz csapata. Február 2-án debütált a SSV Jahn Regensburg ellen kezdőként. Első gólját a Werder Bremen II ellen szerezte meg. A szezont a 11. helyen zárták és 16 mérkőzésen 2 gólt szerzett.
A szezont követően aláírt a szintén 3. ligás Kickers Offenbach klubjához. Az FC Heidenheim ellen debütált, majd az első gólját a Rot-Weiß Oberhausen ellen szerezte meg. A következő mérkőzésen már a második gólját is megszerezte a Carl Zeiss Jena ellen. 31 bajnoki mérkőzésen 3 gólt szerzett első évében. A következő szezonban Stuttgarter Kickers ellen duplázott. A téli átigazolási szezonban a Bundesligában szereplő FC Augsburg klubjába igazolt, ahová 2016-ig írt alá. A 2012-2013-as szezont az Augsburg színeiben 16 bajnoki mérkőzéssel zárta. A 2013–2014-es szezonban alapemberre lett klubjának.

## Válogatott
2014 február 28-án a Chilei labdarúgó-válogatott ellen behívta Joachim Löw, de pályára nem lépett. Az előzetesen a 2014-es labdarúgó-világbajnokságra utazó keretbe nevezték, valamint a Lengyel labdarúgó-válogatott elleni május 13-i jótékonysági mérkőzésre behívott játékosok közé.

## Statisztika
2014. május 11. állapot szerint.
| Klub                     | Szezon   | Bajnokság | Bajnokság | Kupa  | Kupa | Nemzetközi | Nemzetközi | Összesen | Összesen |
| Klub                     | Szezon   | Mérk.     | Gól       | Mérk. | Gól  | Mérk.      | Gól        | Mérk.    | Gól      |
| ------------------------ | -------- | --------- | --------- | ----- | ---- | ---------- | ---------- | -------- | -------- |
| Hamburger SV II          | 2008-09  | 14        | 1         | 0     | 0    | -          | -          | 14       | 1        |
| Hamburger SV II          | 2009-10  | 24        | 1         | 0     | 0    | -          | -          | 24       | 1        |
| Hamburger SV II          | Összesen | 38        | 2         | 0     | 0    | -          | -          | 38       | 2        |
| FC Oberneuland           | 2010-11  | 15        | 8         | 1     | 0    | -          | -          | 15       | 8        |
| FC Oberneuland           | Összesen | 15        | 8         | 1     | 0    | -          | -          | 16       | 8        |
| TuS Koblenz              | 2010-11  | 16        | 2         | 0     | 0    | -          | -          | 16       | 2        |
| TuS Koblenz              | Összesen | 16        | 2         | 0     | 0    | -          | -          | 16       | 2        |
| Kickers Offenbach        | 2011-12  | 31        | 3         | 0     | 0    | -          | -          | 31       | 3        |
| Kickers Offenbach        | 2012-13  | 11        | 2         | 2     | 0    | -          | -          | 13       | 2        |
| Kickers Offenbach        | Összesen | 42        | 5         | 2     | 0    | -          | -          | 44       | 5        |
| FC Augsburg              | 2012-13  | 16        | 0         | 0     | 0    | -          | -          | 16       | 0        |
| FC Augsburg              | 2013-14  | 32        | 12        | 3     | 0    | -          | -          | 35       | 12       |
| FC Augsburg              | Összesen | 48        | 12        | 3     | 0    | -          | -          | 51       | 12       |
| Borussia Mönchengladbach | 2014-15  | 0         | 0         | 0     | 0    | -          | -          | 0        | 0        |
| Borussia Mönchengladbach | Összesen | 0         | 0         | 0     | 0    | -          | -          | 0        | 0        |
| Összesen                 | Összesen | 159       | 29        | 6     | 0    | -          | -          | 165      | 29       |